# Philip Billing
Philip Anyanwu Billing (født 11. juni 1996 i Danmark) er en dansk fodboldspiller, der spiller for Serie A klubben Napoli, lejet fra Premier League klubben A.F.C. Bournemouth i England. Han er dog i øjeblikket udlejet til Napoli. Billing er midtbanespiller.

## Karriere

### Ungdom
Philip Billing blev født i Danmark, af en dansk mor (Brita Billing) og en nigeriansk far (Matthew A Jensen)  startede til fodbold i Jerne IF ved Esbjerg. Herefter tog han skridtet videre til Esbjerg fB. I vinteren 2013 skiftede Billing videre til engelske Huddersfield Town efter et vellykket træningsophold, hvor han i første omgang skulle tilknyttes klubbens U/18-hold.

### Huddersfield Town
I oktober 2013 skrev klubben på sin hjemmeside, at Billing havde underskrevet en professionel kontrakt med klubben, som løb frem til 2017.
Efter flotte præstationer for U/18 og U/21-holdene fik han sin førsteholdsdebut den 26. april 2014, da Huddersfield tabte 2-0 til Leicester City i the Championship. Han spillede de sidste 14 minutter af kampen. Han spillede første gang fra starten på en kamp mod Reading F.C. 3. november 2015, og han scorede sit første mål for klubben 13. februar 2016. Det blev til tretten kampe i sæsonen 2015/2016, og han var efterhånden ved at etablere sig på holdet. Han underskrev i den forbindelse en forlængelse af sin kontrakt i marts 2016, så den løb til 2020.
Gennembruddet kom i sæsonen 2016/17, hvor han spillede i alt 24 kampe for klubben og scorede to mål. Han var derfor med til at sikre Huddersfield oprykning til Premier League, selv om han på grund af en skade ikke var med i den afgørende oprykningskamp.

### Bournemouth
Efter Huddersfields nedrykning fra Premier League i sommeren 2019, lagde Billing ikke skjul på, at han fortsat ønskede at spille i den bedste række, og i slutningen af juli skrev han kontrakt med A.F.C. Bournemouth.

### Landshold
Billing spillede i 2014 en enkelt kamp på Danmarks U/19-fodboldlandshold, og siden 2017 har han spillet på U/21-landsholdet. Han var således med til EM-slutrunden for U/21 i 2019, hvor han var på banen i alle tre kampe, Danmark spillede.

## Hæder
- Bedste unge spiller i Huddersfield, 2015-16 og 2016-17[6][7]
- Sæsonens bedste mål for Huddersfield, 2015-16 og 2016-17[6][7]